# 2004 DN64
2004 DN64, também escrito como 2004 DN64, é um objeto transnetuniano que está localizado no Cinturão de Kuiper, uma região do Sistema Solar. Este corpo celeste é classificado como um cubewano. Ele possui uma magnitude absoluta de 7,6 e tem um diâmetro estimado com 133 km.

## Descoberta
2004 DN64 foi descoberto no dia 26 de fevereiro de 2004 pelo astrônomo Marc W. Buie.

## Órbita
A órbita de 2004 DN64 tem uma excentricidade de 0,038 e possui um semieixo maior de 43,817 UA. O seu periélio leva o mesmo a uma distância de 42,139 UA em relação ao Sol e seu afélio a 45,495 UA.